# شون باركر (لاعب كرة قدم)
شون باركر (بالألمانية: Shawn Parker)‏ (7 مارس 1993 بفيسبادن في ألمانيا - ) هو لاعب كرة قدم ألماني في مركز الهجوم. شارك مع منتخب ألمانيا الوطني لكرة القدم تحت 15 سنة ‏ ومنتخب ألمانيا تحت 16 سنة لكرة القدم ومنتخب ألمانيا تحت 17 سنة لكرة القدم ومنتخب ألمانيا لكرة القدم تحت 18 سنة ومنتخب ألمانيا تحت 19 سنة لكرة القدم ومنتخب ألمانيا تحت 20 سنة لكرة القدم ومنتخب ألمانيا تحت 21 سنة لكرة القدم. أما مع النوادي، فقد لعب مع ماينتس 05 ونادي آوغسبورغ ونادي نورنبرغ و1. FSV Mainz 05 II ‏ وFC Augsburg II ‏.

## وصلات خارجية
- شون باركر على موقع قاعدة بيانات كرة القدم.إي يو (الإنجليزية)
- شون باركر على موقع بيانات كرة القدم. دي إي (الألمانية)
- شون باركر على موقع Soccerway.com (الإنجليزية)
- شون باركر على موقع عالم كرة القدم.نت (الإنجليزية)
- شون باركر على موقع AS.com (الإسبانية)